# Catoptria furciferalis
Catoptria furciferalis là một loài bướm đêm trong họ Crambidae.